# Stefan Beneking
Stefan Beneking (* 24. Mai 1969 in Hannover) ist ein ehemaliger deutscher Fußballtorwart.
Stefan Beneking begann seine Karriere 1987 beim TSV Havelse. Bereits in seiner ersten Saison beim damaligen Oberligisten erreichte er mit dem Klub aus Garbsen den ersten Platz. Allerdings belegte der TSV in der Aufstiegsrelegation zur 2. Bundesliga den letzten Platz. Erst im Folgejahr klappte der Aufstieg in die höhere Spielklasse. In der 2. Liga spielte Beneking insgesamt sechs Mal für den TSV. Trotzdem stieg der Verein ab. Nachdem der TSV Havelse im Folgejahr wieder in der Aufstiegsrelegation gescheitert war, verließ er den Klub und schloss sich dem SC Freiburg an, wo sein ehemaliger Trainer Volker Finke erst vor kurzem das Ruder übernommen hatte. Mit Freiburg spielte er in der 2. und in der 1. Bundesliga und absolvierte bis 1997 17 Spiele für die Breisgauer. 2004 beendete Beneking seine Karriere. Heute ist Beneking in der IT-Branche beschäftigt.